# Копенік (палац)
Палац Копенік (нім. Schloss Köpenick) — палац у центрі берлінського району Копенік.
Палац знаходиться на острові на річці Дамі неподалік від місця впадання її в Шпрее та біля міської ратуші Копеника. Острів Копенік сполучений з берегом мостом.
Острів Копенік був заселений з давніх часів і разом зі Шпандау і Кельном є одним з найранніших поселень на території сучасного Берліна. Пізніше слов'яни звели тут кріпосні мури, а в VIII і IX століттях з'явилася слов'янська фортеця.
Після того, як в середині XVI століття було знесено стару будівлю, в 1558 році курфюрст Йоахім II Гектор звів тут мисливський замок в стилі Ренесанс. Після смерті Йоахіма в палаці під час Тридцятирічної війни проживав король Густав II Адольф.

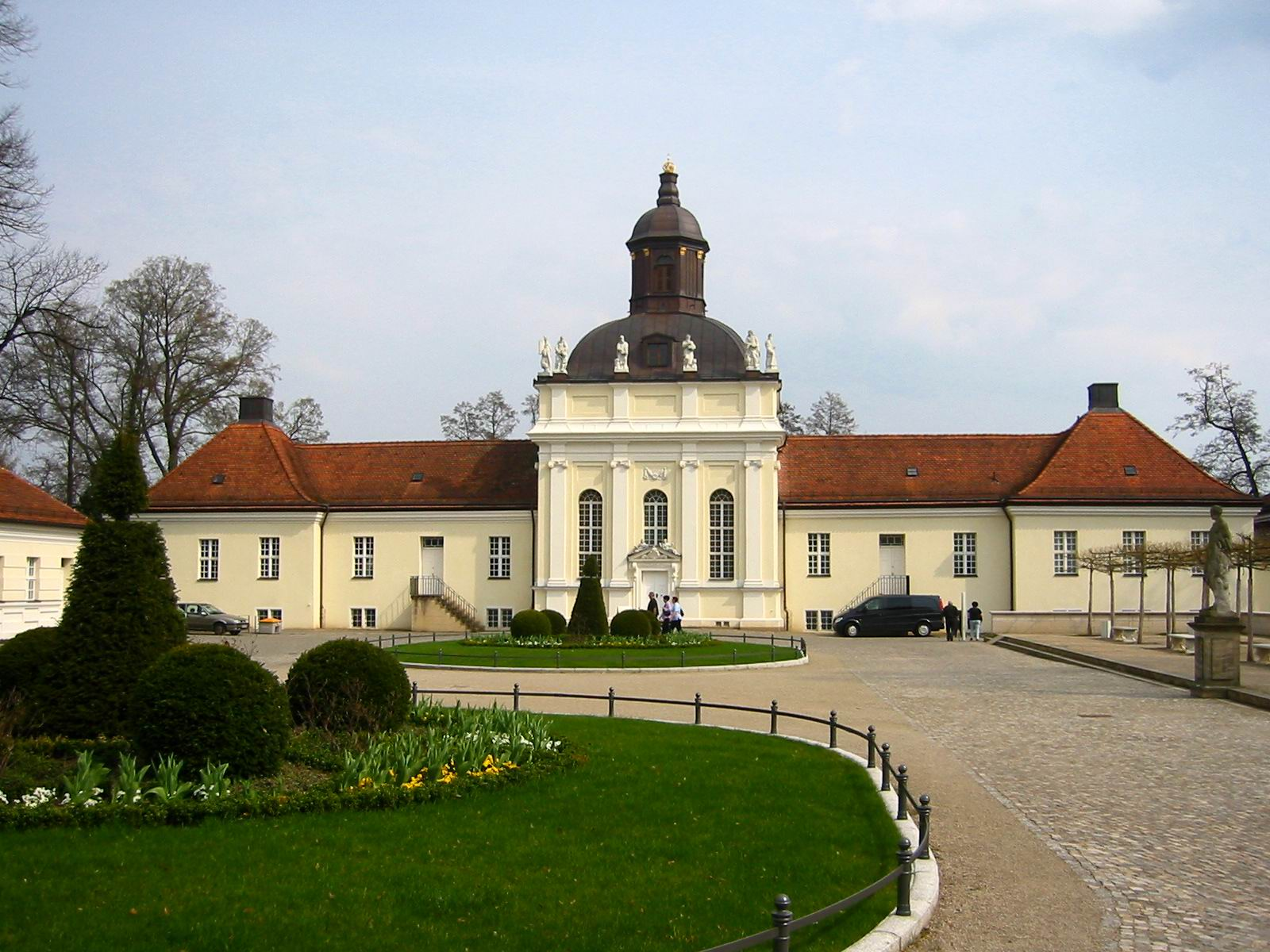
Палацова церква

В 1677 році під керівництвом голландського архітектора з Неймегена Рутгера ван Лангервельта почалася реконструкція палацу для курфюрста Фрідріха III Бранденбурзького, який згодом став королем Пруссії Фрідріхом I. Північний павільйон з'явився в 1679-1682 роках. Наступник Лангервельта Йоганн Арнольд Нерінг у 1684 році побудував господарський флігель і палацову церкву. Фрідріх проживав пізніше в палаці зі своєю дружиною Єлизаветою Генріеттою Гессен-Кассельскою.

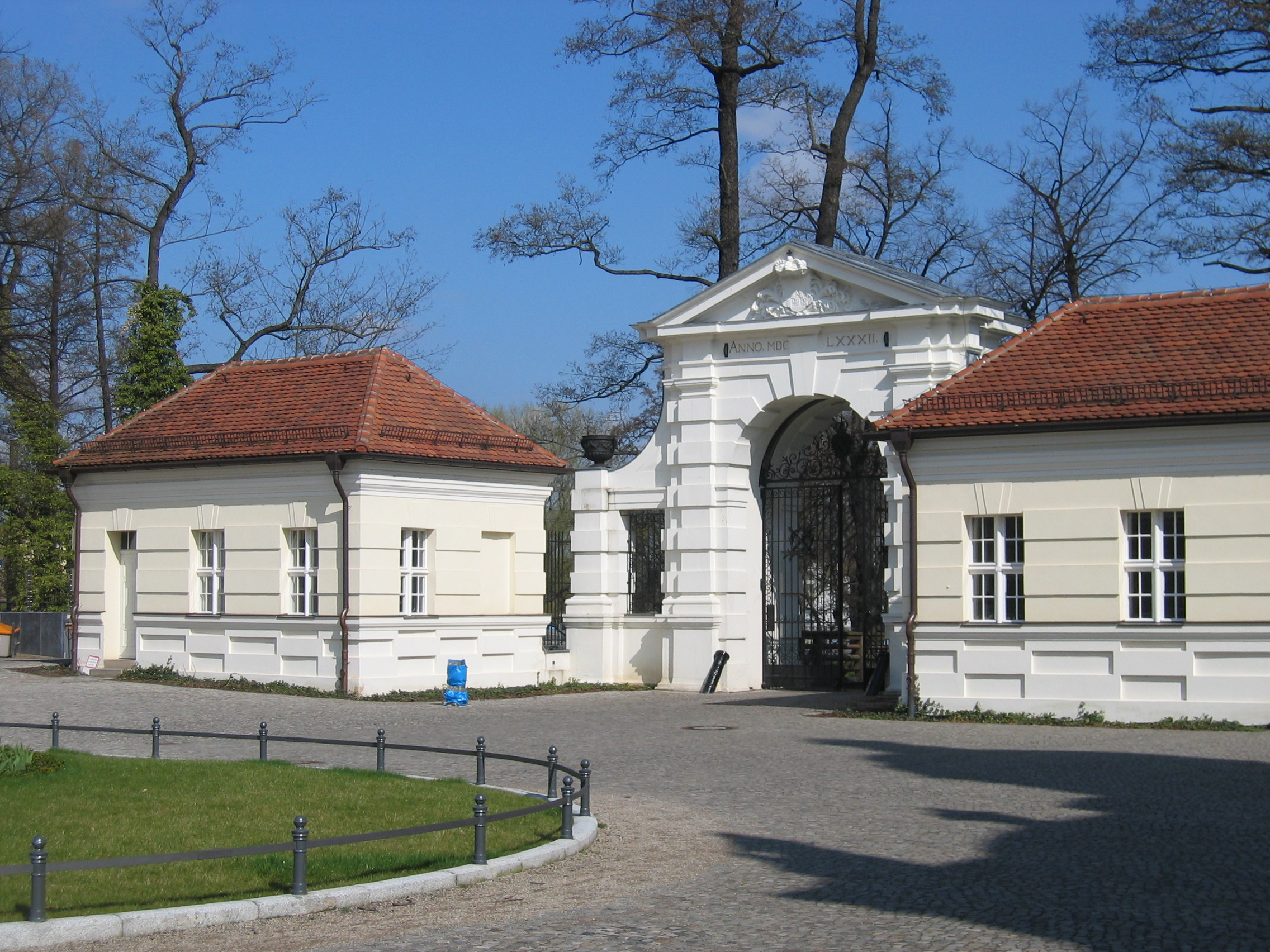
Сторожки

В 1994 році почалися масштабні реставраційні роботи. Після реставрації палац відкрився 27 травня 2004 року як філія берлінського Музею декоративно-прикладного мистецтва, що входить до складу Державних музеїв Берліна (Фондація прусської культурної спадщини). Основна будівля музею розташована на Культурфорумі на Потсдамській площі. 

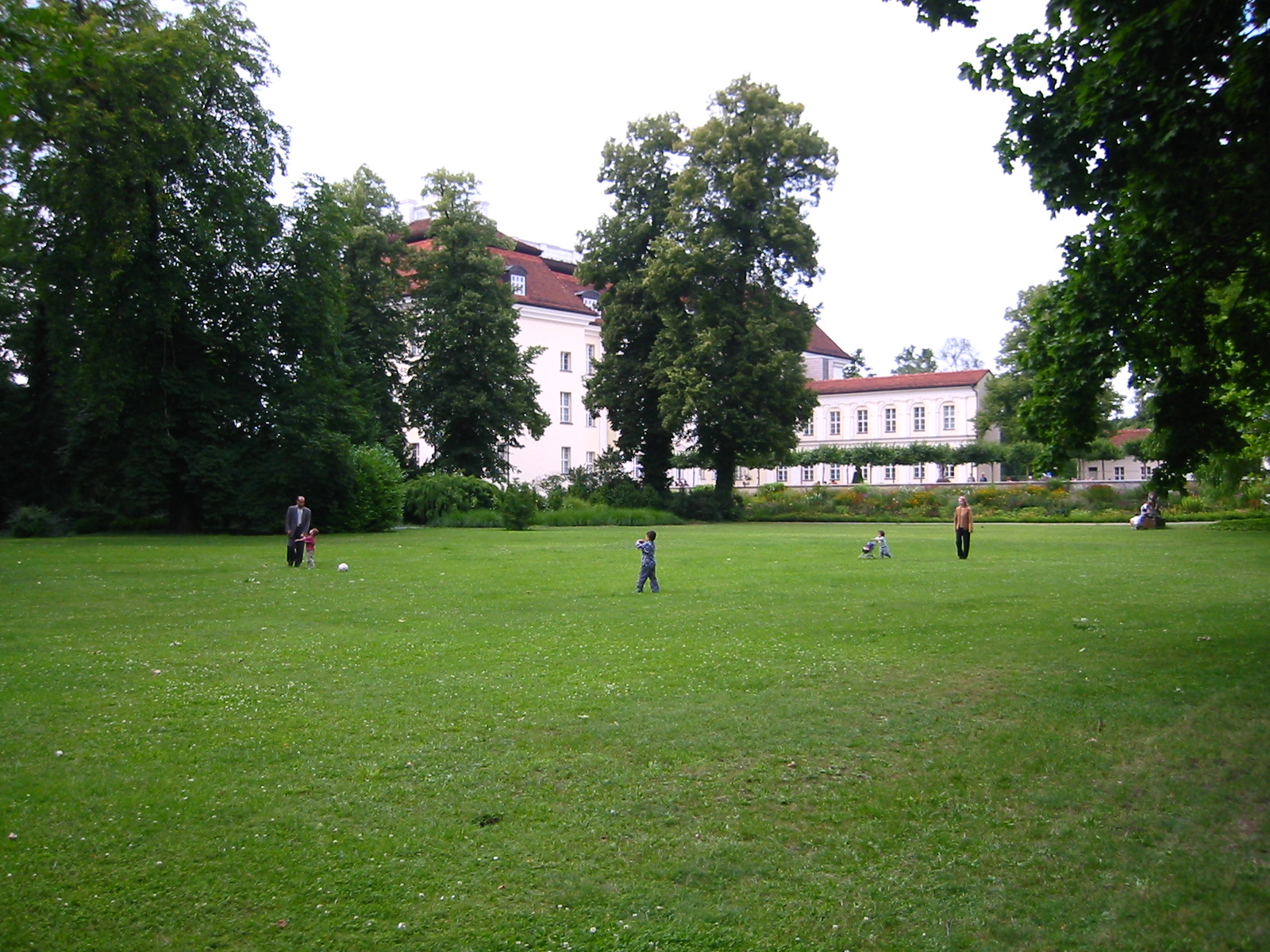
Палацовий парк